# 牙周炎
牙周炎（periodontitis）是影響牙周組織的發炎性疾病，一般為牙周病原菌所引起的慢性感染症，少數是非細菌性發炎（糖尿病、白血病、藥物導致）。牙周炎是最常見的一種牙周病（periodontal disease），後者尚包括牙周膿瘍、牙周壞死、牙周畸形等不同疾病。
牙周病早期常為牙齦炎，可使牙齦腫痛並可能出血；嚴重則形成牙周炎，其主要特征为牙周袋的形成及袋壁的炎症、牙槽骨吸收而使牙齦與牙齒分離、牙齿逐渐松动或掉落。牙周炎是导致成年人牙齿丧失的主要原因。

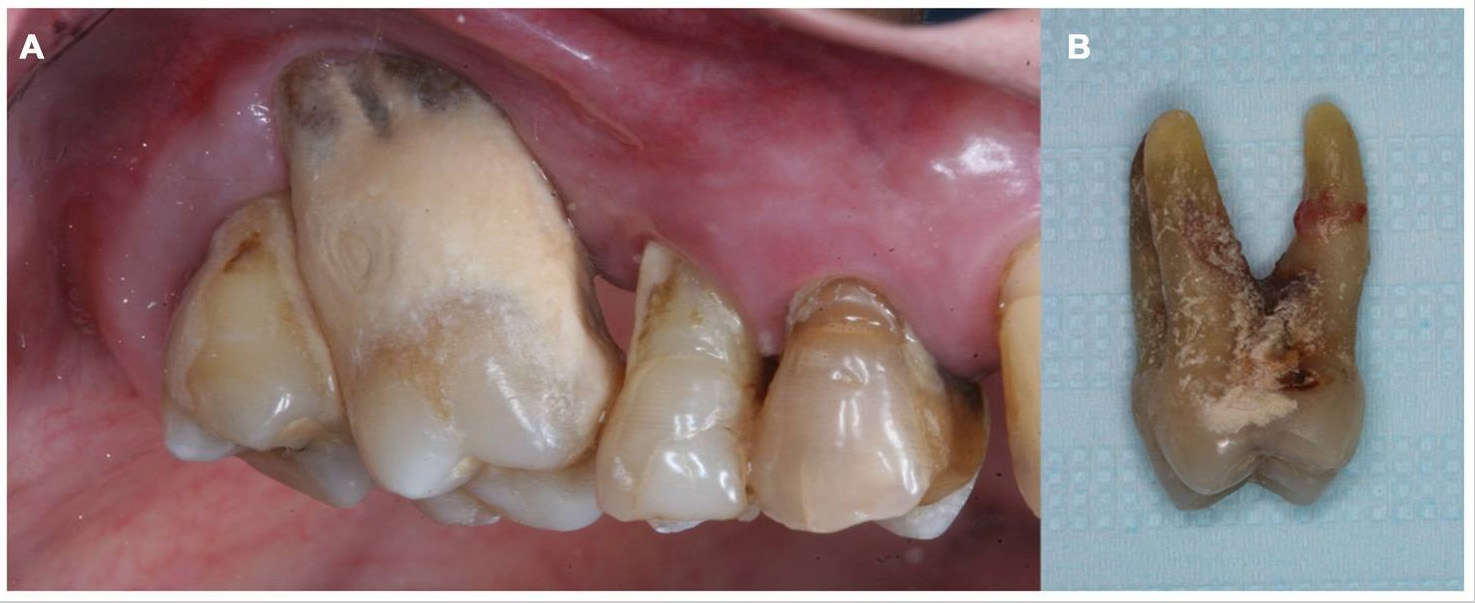
A：慢性牙周病患的牙齿有牙结石、牙龈退缩、附连丧失（attachment loss） B：此臼齿因疾病后期而拔除

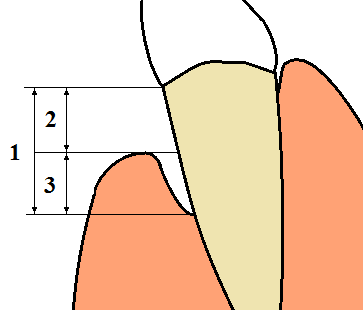
附连丧失的测量。1：总附连丧失（临床附连丧失）是 2：牙龈退缩 加上 3：探诊深度

侵襲性牙周炎（aggressive periodontitis）屬於一種特殊的牙周炎，其發病年齡較早、進展速度較快，常可導致年輕人牙齒鬆動甚至脫落，且臨床治療難度較大。侵襲性牙周炎病因不明，但常有家族群聚性。

## 病因
牙周炎是一种破坏性疾病，由積聚在牙齦及其附近牙面、齿颈缘的牙菌斑内细菌所分泌的毒素令牙周組織發炎所致。常見的牙周病菌種是伴放線聚集桿菌（Aggregatibacter actinomycetemcomitans）和牙齦卟啉單胞菌（porphyromonas gingivalis）等革蘭氏陰性厭氧菌，它们的毒素使宿主释放IL-1β，IL-6，TNF-α，PGE2等细胞激素，导致结缔组织分解、牙槽骨破坏吸收。
除了微生物因素，另有环境因素（口腔清洁、菸及槟榔、食物硬度）、宿主因素（年龄、压力、免疫力、内科疾病、磨牙症、咬牙癖）、咬合因素（咬合不正、外伤性咬合）均会影响牙周炎、牙周病的形成。

## 症狀
牙周炎早期一般並無任何症狀，可能會出現牙齦紅腫、牙齒對冷熱敏感、口臭，刷牙時可能會有牙肉出血的現象。到了病情嚴重時，會出現牙齒鬆動、牙縫增闊、牙齦萎縮、牙齒外觀變長，到最後更可能整顆牙齒鬆脫，嚴重影響口腔咀嚼功能。
牙周炎一般呈現出：大臼齒比前齒嚴重、舌側比唇頰側嚴重、下頜門牙牙結石最多、上頜大臼齒牙周囊袋最多；此外唾腺管出口附近，如下颌前齿舌侧面、上颌第一大臼齿颊侧面，也是牙周炎好发处。

## 预防
- 三三原則：掌握正确的刷牙方法，每天3次，每次3分钟
- 饭后、睡前用漱口水，保持口腔清洁
- 对不易去除的食物碎屑、软垢及菌斑，用牙線、牙線棒或細毛牙刷、更有效的保健預防方式則是每日使用沖牙器、沖牙機进行清洁[9]
- 定期检查，每六個月施以牙結石清除術1次
- 补充含有丰富维生素C的食品，可调节牙周组织的营养，有利于牙周健康[10]

## 治疗
一旦发生牙周炎应早期治疗。牙周炎治疗分四阶段：
1. 第一阶段为基础治疗阶段，目的在于选用牙周病常规的治疗方法，清除或控制临床炎症和咬致病因素，包括每日使用沖牙器，口腔自洁，拔除预后差和不利修复的牙，龈上洁治，龈下刮治以清除菌斑、牙石，选用抗菌药控制炎症，咬合调整等。
2. 第二阶段为牙周手术治疗和松动牙固定。
3. 第三阶段为永久性修复治疗，一般手术后2-3个月后进行。
4. 第四阶段为复查复治阶段，每半年一次，包括检查菌斑控制情况，卫生宣教，拍片检查，以进一步拟订治疗计划。

## 牙周炎與吸菸
根據研究顯示，吸菸者罹患牙周病的比率是非吸菸者的三倍，而重度吸菸者更高達七倍。這是因為菸的尼古丁會削弱人類的免疫系統，從而使患者的自我復原能力大大降低。

## 相关疾病
牙周炎与中风，心肌梗塞，动脉粥样硬化和高血压的风险增加相关。牙周炎也与大肠癌、胰腺癌的发生有关。

## 外部連結
- 牙周病患做假牙 急不得 （页面存档备份，存于）。